# Jewgeni Alexandrowitsch Tschernow
Jewgeni Alexandrowitsch Tschernow (russisch Евгений Александрович Чернов; * 23. Oktober 1992 in Tomsk) ist ein russischer Fußballspieler.

## Karriere

### Verein
Tschernow begann seine Karriere bei Tom Tomsk. Im März 2012 stand er gegen Terek Grosny erstmals im Profikader von Tom. Sein Debüt in der Premjer-Liga gab er schließlich im April 2012, als er am 41. Spieltag der Saison 2011/12 gegen Amkar Perm in der 80. Minute für Nikita Baschenow eingewechselt wurde. Dies blieb sein einziger Saisoneinsatz, mit Tom Tomsk stieg er zu Saisonende aus der Premjer-Liga ab.
Daraufhin wurde er im Juli 2012 an den Drittligisten Gasowik Orenburg verliehen. In Orenburg kam er zu 19 Einsätzen in der Perwenstwo PFL, in denen er vier Tore erzielte. Mit Gasowik stieg er zu Saisonende zudem in die Perwenstwo FNL auf. Zur Saison 2013/14 wurde Tschernow an den Zweitligisten Chimik Dserschinsk weiterverliehen. Während der zweijährige Leihe absolvierte er 58 Spiele für Dserschinsk in der zweithöchsten Spielklasse, aus der der Verein am Ende der Saison 2014/15 abstieg. Zur Saison 2015/16 folgte die dritte Leihe für Tschernow, diesmal wechselte er zu FK Jenissei Krasnojarsk. In Krasnojarsk kam er zu 18 Zweitligaeinsätzen.
Im Februar 2016 verließ er Tomsk schließlich endgültig und wechselte zu Zenit St. Petersburg, wo er zunächst für die zweitklassige Zweitmannschaft spielen sollte. Für Zenit-2 kam er bis zum Ende der Saison 2015/16 zu 13 Einsätzen. Im September 2016 spielte er im Cup gegen den FK Tambow schließlich auch erstmals für die erste Mannschaft Zenits, in der Saison 2016/17 kam er zu sechs Einsätzen in der Premjer-Liga für Zenit und 25 Einsätzen in der Perwenstwo FNL für Zenit-2. Zur Saison 2017/18 wurde Tschernow an den ebenfalls erstklassigen FK Tosno verliehen. Während der Leihe kam er zu 25 Einsätzen in der Premjer-Liga.
Zur Saison 2018/19 kehrte er wieder nach Sankt Petersburg zurück. Nach fünf Ligaeinsätzen wechselte er im Februar 2019 innerhalb der Liga zum FK Rostow. Bis zum Ende der Spielzeit kam er zu zwölf Ligaeinsätzen für Rostow. In der Saison 2019/20 absolvierte der Verteidiger 29 der 30 Saisonspiele, lediglich ein Spiel verpasste er (wie alle Profis Rostows) aufgrund einer Mannschaftsquarantäne. Im Oktober 2020 schloss Tschernow sich dem Ligakonkurrenten FK Krasnodar an. In der Saison 2020/21 kam er für Krasnodar zu 18 Einsätzen, in der Saison 2021/22 spielte er nur zehnmal.
Zur Saison 2022/23 kehrte Tschernow leihweise nach Rostow zurück.

### Nationalmannschaft
Tschernow stand im Juni 2019 gegen San Marino erstmals im Kader der russischen Nationalmannschaft.

## Erfolge
- Russischer Pokalsieger (2018)